# Tower Palace One
Le Tower Palace One est une partie du complexe Tower Palace à Séoul en Corée du Sud.
Il comprend quatre tours : 
- la Tower Palace 1 Tower B,
- la Tower Palace 1 Tower A,
- la Tower Palace 1 Tower C,
- et la Tower Palace 1 Tower D.